# القديس باتريك

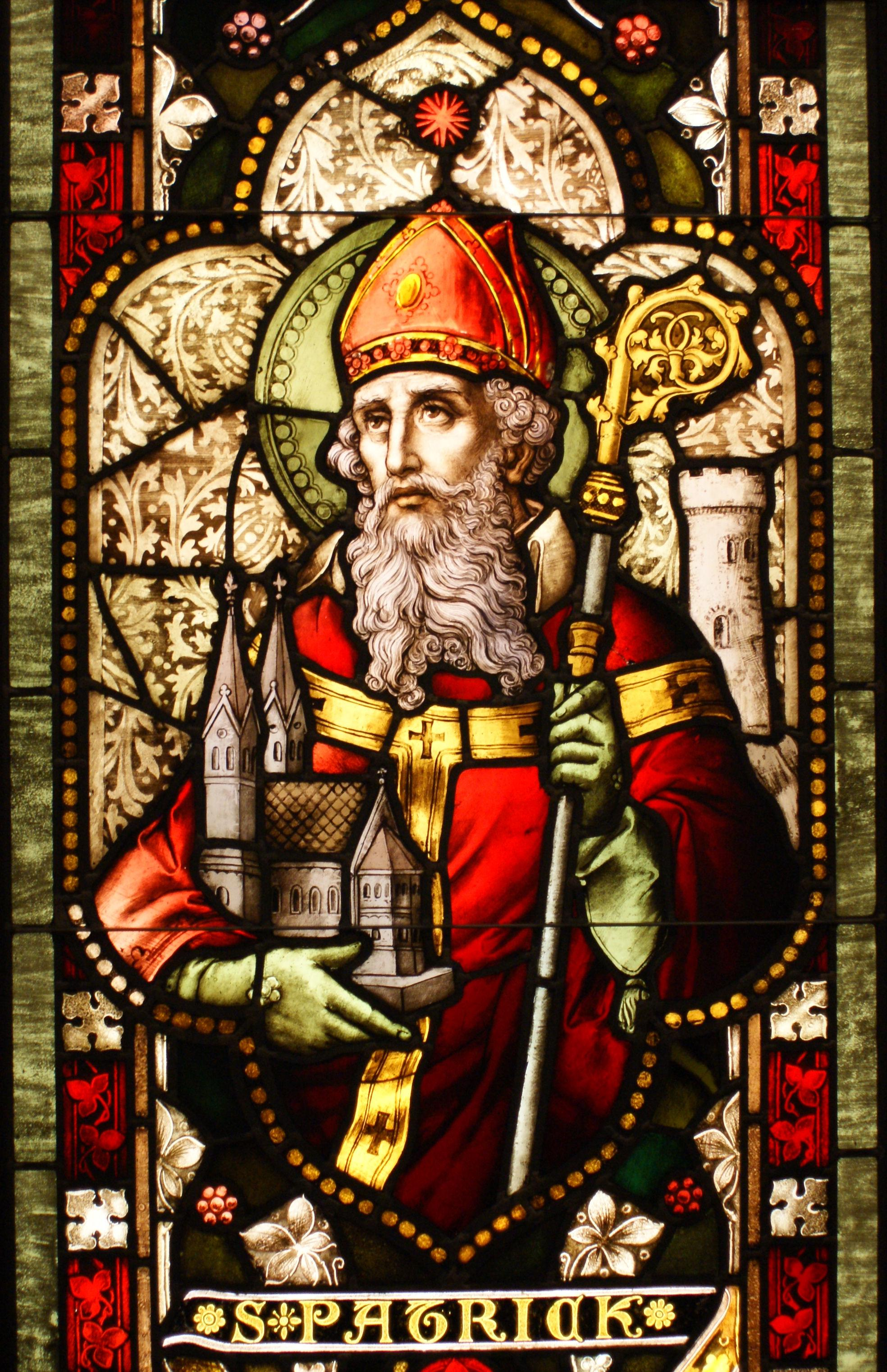
القديس باتريك، أدخل المسيحية إلى جزيرة أيرلندا ومنذ ذلك الحين هو راعي أيرلندا.

القديس باتريك (بالإيرلنديّة: Naomh Pádraig)، هو قديس روماني بريطاني توفى في 17 مارس 461.
وكانت المسيحية قد دخلت إنجلترا قبل قدوم القديس باتريك إليها بنحو جيل أو كثر من جيل. وقد ورد في أحد التواريخ الإخبارية، التي يؤيدها بيدي، ضمن حوادث عام 431 أن «الباب سلستيني Celstine قد رسم بلديوس Palladius أسقفاً وأرسله إلى من يؤمنون بالمسيح من الأيرلنديين ليكون أول أسقف لهم»، لكن بلديوس توفي ذلك العام ذاته ونال القديس بتريك راعي أيرلندة وحاميها شرف اعتناق أيرلندة المذهب الكاثوليكي الذي لم تتحول عنه قط.

## النشأة
كان مولد القديس باتريك حوالي 389 في قرية بونافينتا Bonnaventa من قرى غربي إنجلترا، من أسرة متوسطة الثراء والجاه. وإذ كان طفل ابن مواطن روماني فقد سمي باسم روماني هو بتريكيوس Patricius. ولم ينل من التعليم إلا قسطاً قليلاً، ولهذا كان يعتذر للناس عن خشونة، ولكنه درس الكتاب المقدس دراسة متقنة يستطيع معها أن يورد منه شواهد من الذاكرة في كل ما يعرض له من المناسبات. ولما بلغ السادسة عشرة من عمره أسره جماعة من المغيرين الأسكتلنديين" (أي الأيرلنديين) وجاءوا به إلى أيرلندة، حيث أقام ست سنين يرعى الخنازير. و"تحول" في هذه الساعات التي كان يقضيها بعيداً عن الخلق فتبدلت حاله من عدم المبالاة بشؤون الدين إلى الصلاح البالغ الحد؛ ويقول هو عن نفسه إنه كان يستيقظ في كل يوم قبل الفجر، ثم يخرج للصلاة مهما يكن الجو -سواء كان يتساقط فيه البرد أو المطر أو الثلج. ثم استطاع آخر الأمر أن يفر، واتخذ سبيله إلى البحر، وعثر عليه جماعة من الملاحين في مكان مقفر، فأخذوه معهم إلى غالة أو لعلهم أخذوه إلى إيطاليا. ثم تمكن من أن يسلك سبيله إلى إنجلترا، وأن ينضم مرة أخرى إلى أسرته، وأن يعيش معها بضع سنين.

## العودة إلى أيرلندا
ولكن شيئاً ما دعاه أن يعود إلى أيرلندا - وقد يكون هذا الشيء هو ذكرى جمالها الريفي، أو طيبة قلوب أبنائها وحنوهم. وفسر هو هذا الإحساس بأنه رسالة إلهية، تدعوه إلى نشر المسيحية بين الأيرلنديين. فذهب من ليرنز Lerins وأوكسير Auxerr ودرس اللاهوت، ورسم قسيساً. ولما وصل إلى أوكسير نبأ وفاة بلديوس، عين بتريك أسقفاً، وأعطى بعض مخلفات بطرس وبولس، وأرسل إلى أيرلندا.

## بداية الدعوة للمسيحية
ووجد فيها ملكاً وثنيا مستنيراً يدعى ليجير يجلس على عرش تارا. وعجز باتريك عن هداية هذا الملك إلى الدين المسيحي، ولكنه حصل على عهد منه بأن يكون له مطلق الحرية في التبشير بهذا الدين. وقاومه كهنة البلاد، وعرضوا على البلاد سحرهم. وقابل باتريك عملهم هذا بأن عرض على الأهلين تعاويذ طاردي الأرواح الخبيثة، وهم طائفة من صغار الكهان جاء بهم معه ليستعينهم على طرد الشياطين. ويحدثنا باتريك في «الاعترافات» التي كتبها حين تقدمت به السن عما تعرض له من الأخطار في عمله فيقول: إن حياته تعرضت للخطر اثنتي عشرة مرة؛ وإنه هو ورفاقه قبض عليهم في يوم من الأيام، وظلوا في الأسر أسبوعين، وهددوا بالقتل، ولكن بعض أصدقائهم أفلحوا في إقناع من قبضوا عليهم بإطلاق سراحهم. وتقص الروايات المتواترة الصادرة عن بعض الأتقياء الصالحين من الكتاب مئات من القصص المدهشة عن معجزات باتريك. من ذلك ما قاله ننيوس Nennius من أنه «رد البصر للعمي والسمع للصم، وطهر المجذومين، وأخرج الشياطين، وأعاد الأسرى، وأحيا تسعة من الموتى وكتب 365 كتاباً». ولكن أغلب الظن أن أخلاق باتريك لا معجزاته هي التي هدت الأيرلنديين إلى الدين المسيحي - هدتهم ثقته التي لا تتزعزع بعقيدته، ودأبه على عمله وتحمسه له. ولم يكن الصبر من طبعه، وكان استعداده لأن يصب اللعنات لا يقل عن استعداده لمنح البركات (24)، على أن هذا العمل نفسه كان يصدر عن إقناع تمليه عقائده الواثق بها والتي لا يقبل فيها جدلاً. وكان يعين القساوسة، ويشيد الكنائس، وينشئ الأديرة للرجال والنساء، ويترك حاميات روحية قوية لتقوم بحراسة فتوحه الدينية في كل مكان غزاه، وجعل الناس يظنون أن قبولهم في دولته الكهنوتية مغامرة من أسمى المغامرات وأجلها خطراً، وجمع حوله رجالاً ونساء من ذوي الشجاعة والإخلاص، يتحملون جميع أنواع الحرمان ليبشروا الناس بأن الإنسان قد نجا من الخطيئة. على أن باتريك لم يهد أيرلندة كلها، بل بقيت فيها للوثنية جيوب منعزلة، كما بقي لها شعرها، ولا تزال فيها إلى الآن آثار من الدين القديم، لكنه حين واتته منيته (461) كان يمكن أن يقال عنه؛ ما لا يقال عن رجل غيره. وهو أن رجلاً واحداً قد هدى أمة بأجمعها.

## القديسة بردجد
وأقرب الناس بعده لقلوب الأيرلنديين امرأة كان لها أكبر الفضل في تثبيت دعائم نصره، تلك هي القديسة برجد Brigid ويقال إنها ابنة عبد وملك؛ ولكننا لا نعرف عنها شيئاً موثوقاً به قبل أن تترهب في عام 476. وقد استطاعت أن تنشئ كنيسة شجرة البلوط (كل دارا Cill Dara) بعد أن تغلبت على عقبات يخطئها الحصر؛ ولا يزال الموضع الذي أقامتها فيه يسمى بهذا الاسم كلدير Kildare حتى اليوم. وسرعان ما استحالت الكنيسة ديراً للرجال وللنساء، ومدرسة لا تقل شهرة عن المدرسة الأخرى التي قامت في أرماغ Armagh. وتوفيت برجد في عام 525، معززة مكرمة من جميع الأيرلنديين، ولا يزال عشرة آلاف من الأيرلنديات يسمين باسم ماري الجيلية Mary of Gael. وبعد جيل من ذلك الوقت صب القديس روادهان لعنة على تارا؛ ثم هجرت الأبهاء القديمة بعد عام 558 حين مات الملك ديرمويد Diarmuid، واعتنق ملوك أيرلندا الدين المسيحي وإن ظلوا مع هذا وثنيين في ثقافتهم.

## روابط خارجية
- القديس باتريك على موقع الموسوعة البريطانية (الإنجليزية)
- القديس باتريك على موقع إن إن دي بي (الإنجليزية)